# East Hollywood

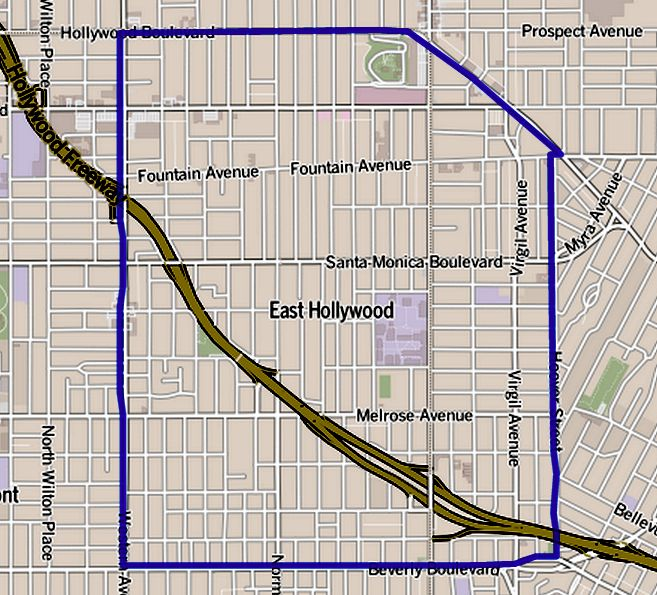
Karte des Stadtteils East Hollywood, basierend auf dem Mapping LA Projekt der Los Angeles Times

East Hollywood ist ein Stadtteil der US-amerikanischen Millionenstadt Los Angeles im Bundesstaat Kalifornien.

## Lage und Gliederung
East Hollywood wird begrenzt durch den Hollywood Boulevard im Norden, dem Sunset Boulevard im Nordosten, der Houston Street im Osten, dem Beverly Boulevard im Süden und der Western Avenue im Westen. Das Viertel grenzt an Hollywood, die Hollywood Hills, Koreatown, Larchmont, Los Feliz, Silver Lake, Westlake und Windsor Square. Die Grenzen des Stadtviertels waren allerdings, wie die Grenzen der Stadtviertel in Los Angeles generell, nicht offiziell festgelegt. Viele Stadtviertel wurden deshalb anhand des Projekts Mapping LA der Los Angeles Times definiert. 2001 begann die Stadt Los Angeles mit einem Prozess, der die offizielle Registrierung von neighborhood councils, also Stadtteilräten ermöglichte. Der East Hollywood Neigborhood Council wurde 2007 als 89. Stadtteil von Los Angeles registriert, wobei die Südgrenze im Unterschied zur LA Times Map auf den 101 Freeway gelegt wurde.
Die Lage ist relativ zentral, sowohl das westlich gelegene Hollywood, dass hippe Silverlake wie auch Downtown können innerhalb von Minuten erreicht werden.
Die offiziell registrierte Neigborhood East Hollywood ist in 6 districts gegliedert:
- Thai Town
- Hollymont Junction
- Hollyset Junction
- Little Armenia
- College Village
- Virgil Village

Thai Town und Little Armenia sind ausgewiesene ethnischen Enklaven, Thai Town ist sogar die erste offiziell ausgewiesene Thai-Enklave in den Vereinigten Staaten. Das früher zu East Hollywood gezählte Melrose Hill gehört inzwischen zur Neighbourhood Hollywood Studio District.
Virgil Village wird begrenzt vom Freeway 101 im Süden, der North Vermont Avenue im Westen, dem Santa Monica Boulevard im Norden und der North Hoover Street im Osten. 1994 wurde Virgin Village zu mehr als 70 % von Latinos und zu knapp 20 % von Menschen mit asiatischen Wurzeln bewohnt. Mit Stand von 2018 ist in diesem Viertel ein Prozess der Gentrifizierung zu beobachten.
Leicht nördlich des Hollywood Boulevard verläuft die aktive Erdbebenspalte des Hollywood Fault.

## Bevölkerung
Laut der Volkszählung 2000 lebten in East Hollywood 73.967 Personen. Die Stadt Los Angeles schätzte 2008, dass in dem Viertel 78.192 Personen lebten. Bei der Volkszählung gaben 60,4 % der Einwohner an hispanischer Herkunft zu sein, 17,5 % erklärten weiß zu sein und 15,5 % erklärten, dass ihre Vorfahren aus Asien stammen. Die häufigsten genannten Abstammungen waren Mexikaner (20,4 %) und Armenier (11,3 %). 66,5 % der Bewohner von East Hollywood wurden nicht in den Vereinigten Staaten geboren. Bei außeramerikanischen Geburtsländern dominierten El Salvador (21,2 % der Migranten) vor Mexiko (20,1 % der Migranten). 91,3 % der Bewohner leben in gemieteten Wohnraum, nur 8,7 % in Eigentum. Das Medianeinkommen ist mit $29.927 pro Jahr relativ niedrig.

## Geschichte
Ursprünglich lebten die Tongva im Gebiet des heutigen East Hollywood. Es bestand eine Tongva-Siedlung mit dem Namen  Cahug-Na, woraus sich die spanische Bezeichnung Cahuenga für das Gebiet entwickelte. 1887 wurde die Stadt Prospect City gegründet, deren Gebiet den nördlichen Teil des Gebietes von East Hollywood und das benachbarte heutige Los Feliz umfasste. Verkehrstechnisch erschlossen wurde Prospect City durch die  Cahuenga Valley Railroad, die entlang der heutigen Western Avenue fuhr. Der südliche Teil von East Hollywood gehörte zur Stadt  Colegrove, die von Cornelius Cole, einem Freund Abraham Lincolns, gegründet worden war. 1900 benannte sich Prospect City um in East Hollywood, um vom Ruf des nahen Hollywood zu profitieren. 1910 stimmten Hollywood, East Hollywood und Colesgrove für die Eingemeindung in Los Angeles, um vom Anschluss an das Wassersystem der Großstadt zu profitieren. 1914 wurde das Kinderkrankenhaus eröffnet. Am 4. Dezember 1916 eröffnete die von Andrew Carnegie finanzierte  Cahuenga Branch-Bibliothek am Santa Monica Boulevard. East Hollywood profitierte wie Hollywood von der boomenden Filmindustrie. Unter anderem war es Standort des William Fox Studio, einem der Vorläufer von 20th Century Fox. 1919 wurde die Los Angeles Normal School wurde zur University of California, Southern Branch umbenannt. In den 1920ern siedelten sich Flüchtlinge von der Oktoberrevolution und Überlebende des armenischen Genozids in East Hollywood an. 1927 stiftete die Erbin Aline Barnsdall das Gebiet des heutigen Barnsdall Art Park mit dem Hollyhock House der Stadt Los Angeles. 1929 zog die University of California, Southern Brench nach Westwood und wurde später umbenannt in University of California, Los Angeles. Die 1930er waren in East Hollywood geprägt von einem Boom an Wohnhäusern. In den 1940ern wurde die zuvor stark in East Hollywood vertretene japano-amerikanische Minderheit deportiert. In den 1950ern wurde das Viertel durch den Bau des Hollywood Freeway durch das Gebiet und den Bau weiterer Wohnhäuser geprägt. In den 1960ern siedelten sich vor allem Zuwanderer aus China, Thailand, den Philippinen, Indien und Südkorea hier an. Zusätzlich zogen vermehrt Afroamerikaner zu. 1970 waren 53,3 % der Bewohner Immigranten der ersten oder zweiten Generation. In den 1980ern war East Hollywood eine der gemischtesten Gebiete der USA. Das Gebiet erlitt durch die Brände während der Unruhen in Los Angeles 1992 und durch das Northridge-Erdbeben 1994 erhebliche Rückschläge. Andererseits wurden die U-Bahn-Stationen an Santa Monica/Vermont, Sunset/Vermont und Hollywood/Western eröffnet. Am 27. Oktober 1999 wurde Thai Town offiziell ausgewiesen. Am 6. Oktober 2000 wurde Little Armenia ausgewiesen.

## Bildung und öffentliche Einrichtungen
In East Hollywood liegt der Campus des Los Angeles City College (LACC). Der Stadtteil verfügt mit diesem Community College über eine weiterführende Bildungseinrichtung.
East Hollywood verfügt über sechs öffentliche Grundschulen, von denen zwei als gut gelten. Ansonsten gibt es im Viertel selbst noch einige private Schulen aller Jahrgangsstufen.

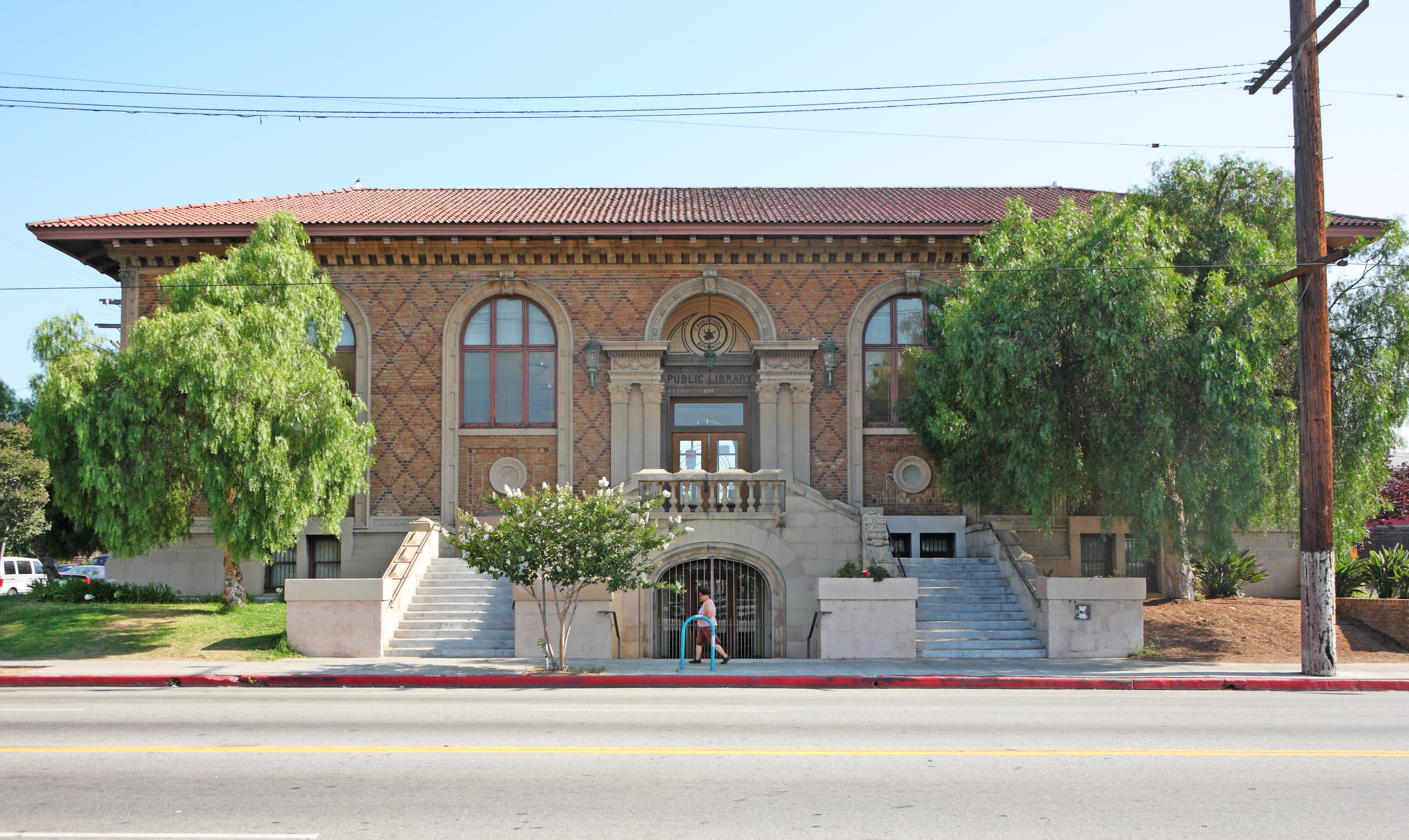
Cahuenga Branch Library

Mit der Cahuenga Branch Library verfügt der Stadtteil über eine zum Bibliotheksverbund der öffentlichen Bibliotheken der Stadt Los Angeles (Los Angeles Public Library) gehörende Bibliothek. Das 1916 im Stile einer italienischen Neorenaissance errichtete Gebäude ist eine von drei in Los Angeles verbliebenen Carnegie-Bibliotheken und ist als National Landmark ausgewiesen.

## Parks

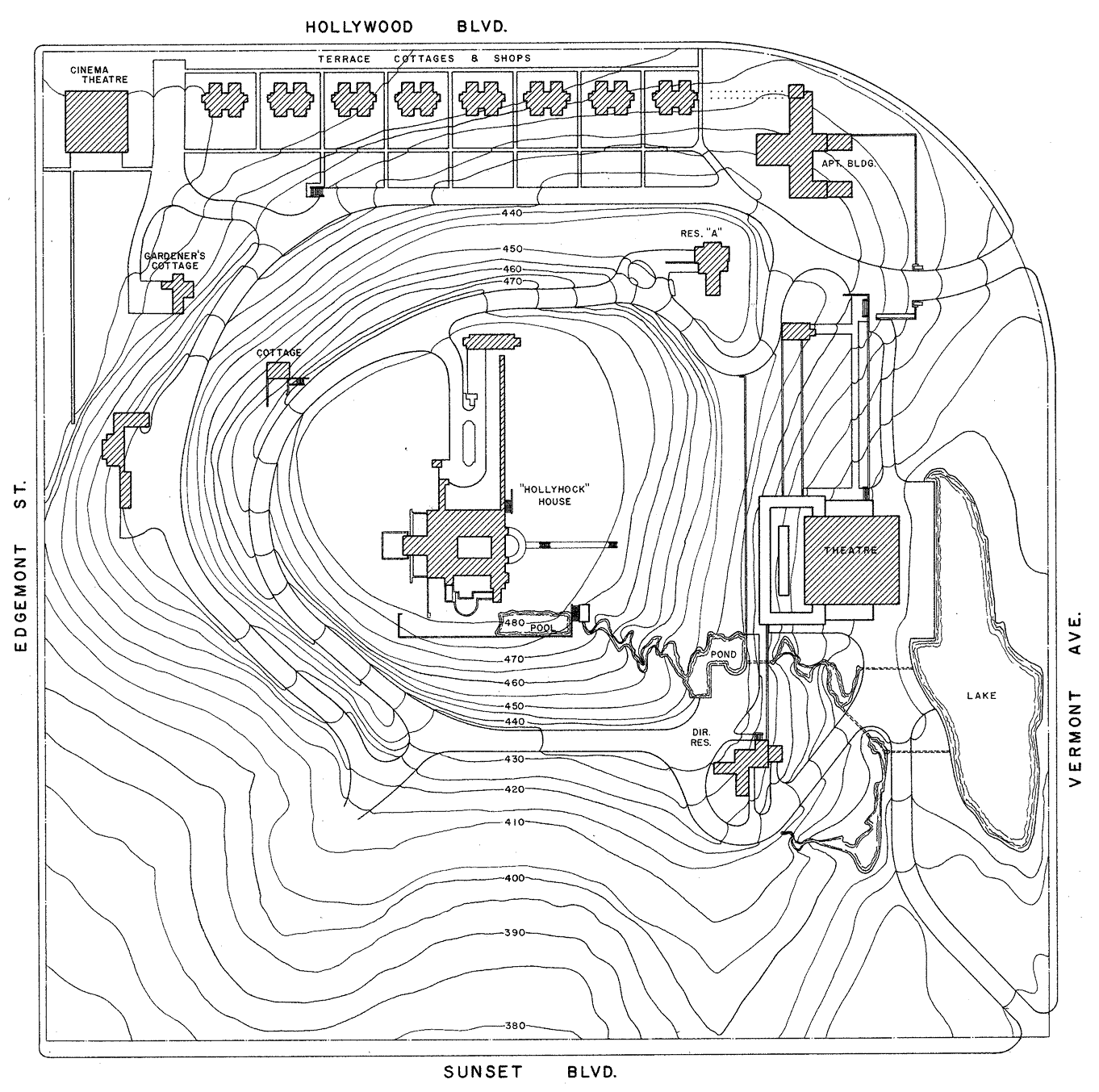
Plan des Barnsdale Art Park

Zwischen Hollywood Boulevard, Vermont Avenue, Sunset Boulevard und Edgemont Street liegt der Barnsdale Art Park. Der Park und die zugehörigen Anlagen gehören der Stadt Los Angeles, werden aber von der Barnsdale Art Park Foundation unterhalten und gepflegt. Zentraler Teil dieser Anlagen ist das architektonisch bedeutsame Hollyhock House. Zu den Anlagen gehören ferner das Barnsdale Art Center, in dem Kunstkurse für Erwachsene angeboten werden, das Junior Art Center, das Kunstkurse für Jugendliche anbietet, ein Theatergebäude, und eine Galerie für Ausstellungen.
Der Park wurde auf einem Hügel mit Olivenhain errichtet, der als Olive Hill bekannt war. Der Olivenhain diente unter anderem 1916 als Kulisse für D.W.Griffiths Film Intoleranz. In den 1920ern erwarb Aline Barnsdale den Hügel und ließ das Gelände von Frank Lloyd Wright gestalten, was das Hollyhock House einschloss. 1927 stiftete Frau Barnsdale den heutigen Park der Stadt in Gedenken an ihren Vater.

## Verkehr

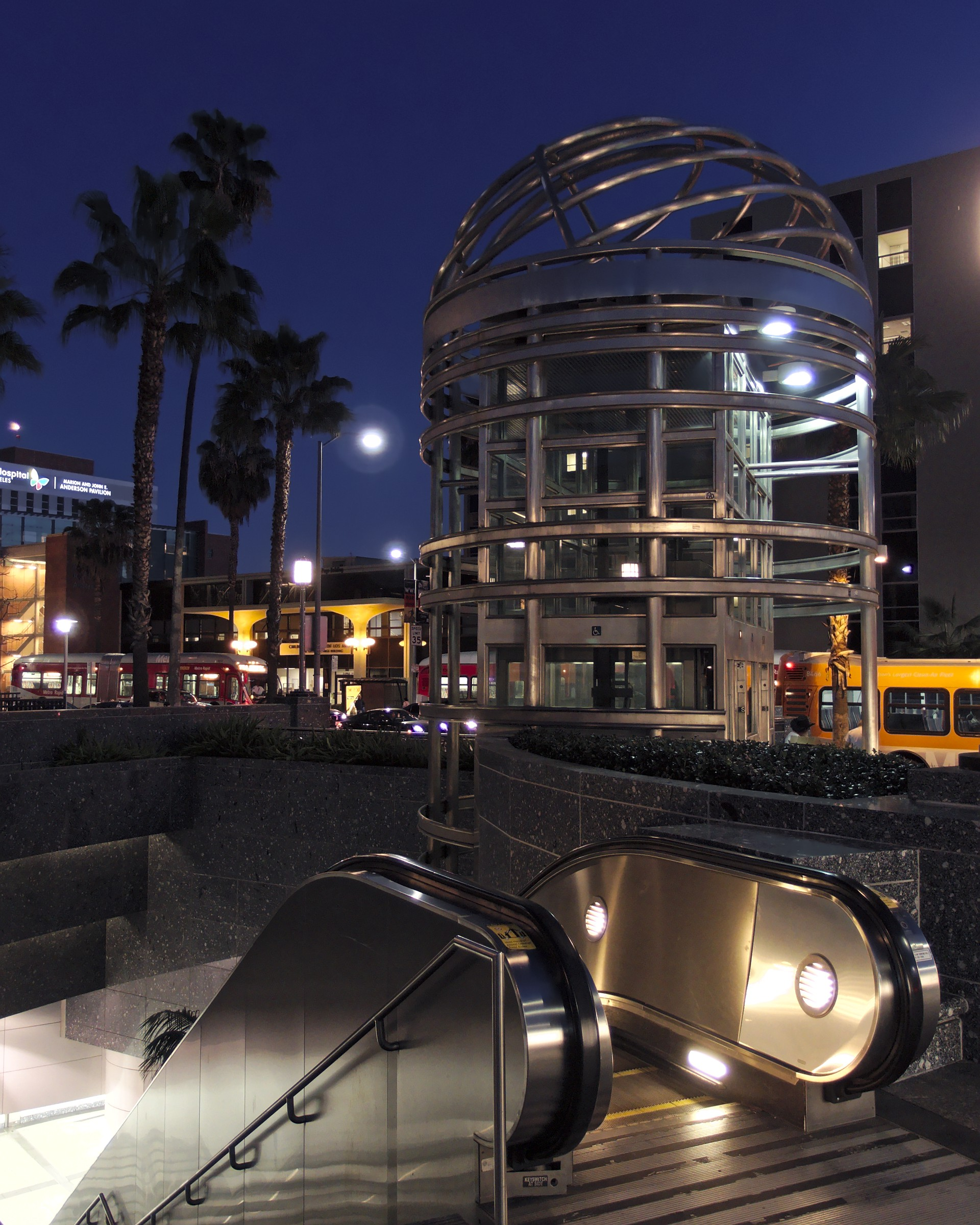
Eingang zur U-Bahn-Haltestelle an Vermont/Sunset

Durch East Hollywood führt die Rote Line (Red Line) der Los Angeles Metro Rail. Mit den U-Bahn-Stationen Hollywood/Western, Vermont/Sunset und Vermont/Santa Monica liegen drei Haltestellen innerhalb East Hollywoods. Die Red Line verbindet North Hollywood mit Downtown Los Angeles.
Durch East Hollywood führt von Südosten nach Nordwesten der U.S. Highway 101 oder auch Hollywood Freeway. Der Hollywood Freeway verbindet das Viertel mit Downtown und führt in das San Fernando Valley.

## Personen mit Bezug zum Viertel
Charles Bukowski lebte lange in East Hollywood. Er verfasste hier in den 1960ern und 1970ern ein Großteil seines Werkes.
Leonardo DiCaprio verbrachte einen Teil seiner Jugend in East Hollywood.